# Dmytro Deljatyc'kyj
Dmytro Jevhenovyč Deljatyc'kyj (in ucraino Дмитро́ Євге́нович Деляти́цький?; Chabarovsk, 14 agosto 1976) è un generale ucraino, dall'11 febbraio 2024 comandante del Corpo della fanteria di marina ucraina.

## Biografia
Nato a Chabarovsk in una famiglia di militari sovietici, Deljatyc'kyj ha vissuto nell'Estremo oriente russo e nella Russia settentrionale prima di trasferirsi in Ucraina. Nel 1997 si è diplomato presso l'Accademia militare di Odessa, iniziando la sua carriera nelle Forze armate ucraine. Dopo gli studi ha ricoperto la carica di comandante di plotone del 1019º Battaglione della 127ª Brigata meccanizzata. Dal 1999 al 2004 è stato comandante di compagnia dello stesso battaglione. Dal 2004 al 2005 è stato comandante del 127º Battaglione meccanizzato delle Forze di difesa costiera, di stanza a Feodosia. Nel 2005 è stato trasferito al Corpo della fanteria di marina, dove ha svolto il ruolo di ufficiale del dipartimento organizzativo. Nel 2007 è stato nominato vice comandante del 1º Battaglione fanteria di marina. Nel 2009 è stato riassegnato come capo di stato maggiore dell'81º Battaglione logistico, assumendone il comando fra gennaio e agosto 2012. Il 16 agosto 2012 è stato nominato comandante del 1º Battaglione fanteria di marina.
All'inizio di marzo 2014, con l'occupazione russa della Crimea, il battaglione venne bloccato nella penisola dai militari russi, che intimarono di consegnare armi e munizioni. Deljatyc'kyj guidò circa due compagnie di marines che mantennero il loro giuramento di fedeltà all'Ucraina, venendo per questo arrestati e brevemente detenuti dalle forze russe prima di venire rilasciati alla fine di marzo, riportando i suoi soldati a Mykolaïv sulla terraferma ucraina. Tornato in Ucraina, il 21 agosto 2014 è stato promosso tenente colonnello e nel luglio 2015 è nominato comandante della 36ª Brigata fanteria di marina, costituita a partire dai reparti evacuati dalla Crimea della 36ª Brigata di difesa costiera, del 1º e del 501º Battaglione fanteria di marina.
Nella primavera del 2018, in concomitanza con la riorganizzazione del Corpo della fanteria di marina ucraina, Deljatyc'kyj ne è stato nominato vice comandante. È stato successivamente promosso colonnello il 17 maggio 2019, brigadier generale il 6 dicembre 2021 e maggior generale il 24 agosto 2023. Sempre nel 2023 è diventato il direttore dell'Accademia militare di Odessa, dalla quale si era laureato nel 1997. L'11 febbraio 2024 è stato nominato comandante in capo del Corpo della fanteria di marina, subentrando al generale Jurij Sodol', e del neo costituito 30º Corpo fanteria di marina.